# Vahldorf
Vahldorf – dzielnica niemieckiej gminy Niedere Börde, w kraju związkowym Saksonia-Anhalt, w powiecie Börde. W pobliżu Vahldorfu przechodzi droga krajowa B71 oraz Kanał Śródlądowy. W dzielnicy znajduje się stacja kolejowa o tej samej nazwie. W 2015 roku liczyła 562 mieszkańców. Jest oddalona o około 6,5 km od centrum miasta Haldensleben.